# سوق المحدادة
سوق المحدادة ويعرف أيضا بسوق الحلقة، هو سوق تصنع فيه الفؤوس والمطارق وأدوات الحراثة، يقع في اليمن، يضم مئات المحلات الأثرية في مدينة صنعاء القديمة، المدرجة على قائمة التراث العالمي منذ العام 1986، وقائمة مواقع التراث العالمي المعرضة للخطر في يوليو 2015.